# Barclaya motleyi
Barclaya motleyi är en näckrosväxtart som beskrevs av Joseph Dalton Hooker. Barclaya motleyi ingår i släktet Barclaya och familjen näckrosväxter. Inga underarter finns listade i Catalogue of Life.